# Gare de Hombourg-Budange
Ne doit pas être confondu avec Gare de Hombourg-Haut ou Gare de Hombourg (Belgique).
La gare de Hombourg-Budange est une gare ferroviaire française située sur le territoire de la commune de Hombourg-Budange, dans le département de la Moselle, en région Grand Est.
Elle est mise en service en 1917 par la Direction générale impériale des chemins de fer d'Alsace-Lorraine (EL).
C'était une gare voyageurs de la Société nationale des chemins de fer français (SNCF), du réseau TER Grand Est, desservie par des trains express régionaux. Elle est également l'un des terminus du chemin de fer touristique de la vallée de la Canner.

## Situation ferroviaire
Établie à 222 m d'altitude, la gare de Hombourg-Budange est située au point kilométrique (PK) 20,171 de la ligne de Thionville à Anzeling, entre les gares ouvertes de Kédange et d'Ébersviller. Gare de bifurcation, elle est située au PK 6,966 de la ligne de Bettelainville à Waldwisse, en partie déposée, aujourd'hui utilisée comme chemin de fer touristique.

## Histoire
La gare de Hombourg-Budange est construite en 1917 par la Direction générale impériale des chemins de fer d'Alsace-Lorraine (EL).
Le 19 juin 1919, la gare entre dans le réseau de l'Administration des chemins de fer d'Alsace et de Lorraine (AL), à la suite de la victoire française lors de la Première Guerre mondiale. Puis, le 1er janvier 1938, cette administration d'État forme avec les autres grandes compagnies la SNCF, qui devient concessionnaire des installations ferroviaires de Hombourg-Budange. Cependant, après l'annexion allemande de l'Alsace-Lorraine, c'est la Deutsche Reichsbahn qui gère la gare pendant la Seconde Guerre mondiale, du 1er juillet 1940 jusqu'à la Libération (en 1944-1945).
Depuis 1985, la gare est desservie par un train touristique, le chemin de fer touristique de la vallée de la Canner.
En 2014, la SNCF estime la fréquentation de la gare à 1 993 voyageurs.

## Service des voyageurs

### Accueil
Arrêt routier SNCF, c'est un point d'arrêt non géré (PANG) à accès libre.

### Desserte
Hombourg-Budange était desservie par les trains TER Grand Est qui effectuent des missions entre les gares de Thionville et de Bouzonville.

### Intermodalité
Le stationnement des véhicules est possible à proximité. Elle est desservie par des autocars TER Grand Est (ligne Thionville - Bouzonville - Creutzwald gare routière).

## Train touristique
La gare de Hombourg-Budange, dont le bâtiment voyageurs appartient à la Communauté de communes de l'Arc mosellan, constitue le terminus du Chemin de fer touristique de la vallée de la Canner. Ce train touristique relie Hombourg-Budange à Vigy en empruntant le tronçon de Hombourg-Budange à Bettelainville de l'ancienne ligne de Bettelainville à Waldwisse, puis le tronçon  de Bettelainville à Vigy de la ligne de Metz-Ville à la frontière allemande vers Überherrn.